# Vardja (Laheda)
Vardja – wieś w Estonii, w prowincji Põlva, w gminie Laheda.